# 교양
교양(敎養)은 개인의 인격과 학습에 관계 및 관련된 지식과 행위를 지칭하는 범위를 말한다.

## 개요
보통 독립된 개인이 의당 가져야 한다고 여겨지는 여러 분야를 망라한 일정 수준의 지식이나 상식을 말한다. 그리고 고전문학이나 예술 등의 수준 높은 문화에 대한 조예가 있어 그것이 개인의 품위와 인격에 반영되고 사물에 대한 이해력과 창조력에 영향을 주고 있는 상태를 말하기도 한다.
"교양"은 그리스어 파이데이아에 해당된다. 파이데이아는 아이가 교육을 받아 몸에 익힌 상태를 의미한다. 영어는 컬처 culture로 손대지 않아 거친 상태에서 사람이 다듬은 것, 경작된 것을 의미한다. 독일어는 빌둥Bildung인데 만들어진 것, 지어진 것이다. 교양에 대한 뉘앙스는 문화권별로 차이가 있다.
또 교양은 서구 고등 교육에서는 자유과(liberal arts)에 대응하는 말로 사용하기도 한다. 이 말의 기원도 그리스 시대에 자유인을 위한 학문과 교육에서 온 것이다. 그에 비해 한국의 교양수업, 일본의 일반교양이라는 말에서 볼 수 있듯 대학의 전공과정 이전의 과정에서 익혀야 할 광범위한 기초지식을 말하는 경우가 많다.
"그는 교양 있는 사람이다"라는 문장에 담긴 의미는 타인과의 교제 시 보이는 세련된 말투나 태도를 말하는 것이다. 타인에 대한 평가라고 할 수 있다. 반대로 "교양이 없다"라는 말에는 상식이 없다, 품위가 없다 등의 평가가 담겨있다.

## 전근대 시대의 개념
교양이 무엇인가라는 것은 시대적 상황에 따라 달라져왔다. 교양에는 시대의 가치관이 일정하게 담겨있기 때문이다. 유럽의 전통적인 교양은 상류계급의 사교계에서 세련된 동작, 대화를 구사하고 즐길 수 있는 능력, 그에 필요한 지식과 취향이다. 카스틸리오네(Baldassare Castiglione)의 궁정론(Il libro del cortegiano)은 그런 교양을 정의한 대표적인 작품이다.
중국에서는 과거제를 위한 기본 서적인 사서오경이나 시, 서, 화를 익히는 것이 일반적인 교양이었다. 고대 중국의 영향을 강하게 받았으며, 일본도 사서오경이나 한시 등이 중시되었다. 이후 일본의 독특한 시문이나 와카, 문인화 등도 교양으로 간주되었다.
이렇게 전근대 시대에는 고전에 통달하고 여러 높은 문화를 즐기는 것이 중요하다고 생각했다. 근대 이후에는 출판기술이 발달하고 대중의 경제적 지위가 높아져서 교육기회가 늘었고 대중 매체가 보급되었다. 즉 대중이 교양을 익히기 좋은 환경이 되었다.

## 현대 일본의 교양
메이지 초기에 근대교육체계가 확립되고 학제가 정해서 서구식 교육을 받을 수 있는 창구가 열렸다. 전통적인 한학은 배제되었다.
교양이라는 표현이 사용된 책들은 국민의 교양(『国民の教養』 加藤咄堂, 1901), 여자교육 가정교양법(『女子教育家庭教養法』（秋山七朗ほか, 1902), 영아교양(『嬰児教養』（子女教養全書、下田歌子,1902), 인격과 교양(『人格と教養』（青年修養叢書、大原里靖, 1907) 등이 있었다. 당시엔 교양이라는 한 단어라기보다도 가르치고 기른다는 의미로 사용되곤 했다.
메이지 말기-쇼와 초기의 구제 고등학교에서는 독서를 통한 인격형성을 목표로 하는 교양주의적인 경향이 있었다. 서양철학의 유행으로 칸트의 순수이성비판과 니시다 키타로(西田幾多郎)의 선의 연구(『善の研究』)와 같은 철학서가 필독서로 여겨졌다. 잡지도 다수 발간되어 중앙공론(『中央公論』), 개조(『改造』), 경제왕래(『経済往来』) 등에 논문을 싣고 그것을 소비하는 독자군이 있었다. 전국에서 학생이 모여 기숙사생활을 하는 구제 고등학교의 특성때문에 학생들은 이러한 잡지와 어러운 철학책을 읽고 모여 밤새 토론을 한다거나 하는 분위기가 있었다.
나쓰메 소세키는 일본, 중국, 영국의 고전에 통달했을 뿐 아니라 하이쿠나 한시, 서화에도 능한 교양인이었다. 소세키의 주변에서 성장한 아베 지로(阿部次郎), 테라다 토라히코(寺田寅彦)등의 개인의 인격을 중시한 일군의 사람들은 다이쇼 교양주의자들로 불렸다. 현대인의 교양을 표방한 이와나미 신서는 1938년부터 간행되었으며 창업자인 이와나미 시게오 역시 소세키의 영향력 아래에 있었다.
군부가 득세하는 시대속에서 학생들에게 교양주의를 남기고자 카와이 에이지로(河合栄治郎)는 『学生に与う』, 학생총서(『学生叢書』)를 간행했다.
제2차 세계 대전이후 구제 고등학교가 폐지되고 대학교와 교양과정이 생겨났다. 일종의 인격수련장이었던 구제 고등학교의 분위기는 이후 70년대까지 유지가 되었다. 세카이(『世界』), 중앙공론(『中央公論』), 전망(『展望』), 사상의 과학(『思想の科学』), 아사히 저널(『朝日ジャーナル』) 등의 잡지를 보는 사람들이 대학생의 30% 정도 되는, 교양주의적인 분위기가 남아있었다. 하지만 이후 대학의 교양과정은 소위 판쿄(般教)라 불리는 전공과정 이전에 습득해야 할 기초적인 교양수업으로 대체되었다.
58년-60년 사이에 간행된 현대교양전집(『現代教養全集』 筑摩書房)을 보면 당시의 교양관을 엿볼 수 있다. 전집에는 전후사회, 전쟁기록, 매스컴, 일본인론, 우정-연애-결혼, 문학, 근대, 문화, 경제, 교육, 우주시대, 심지어 60년의 안보투쟁까지 다양한 것들을 담고있다. 현대 일본의 여러 문제에 대해 높은 식견을 가진 사람들, 마루야마 마사오(丸山真男), 하야시 타츠오(林達夫), 쿠와바라 타케오(桑原武夫) 등이 교양인으로 간주되었다.
타케우치 요(竹内洋)에 따르면 70년대까지 대학에서 유지된 교양주의는 고등교육의 의무교육화, 현대 경영학과 마케팅의 강화, 화이트칼라와 농어촌 인구의 역전등의 변화와 함께 사라졌다. 문화에는 적응(실용성), 초월(이상주의), 자성(반성)의 세가지 작용이 있다고 할 때 그중 적응이 커지고 초월, 자성은 약해져갔다고 해석된다.

## 참고 문헌
- 竹内洋 『教養主義の没落  変わりゆくエリート学生文化』（中公新書） ISBN 4-12-101704-8
- 赤松啓介 『夜這いの民俗学・夜這いの性愛論』（ちくま学芸文庫） ISBN 4-480-08864-4
- 小林正弥『サンデルの政治哲学』（平凡社新書、 2010年） ISBN 978-4-582-85553-1
- 沼田裕之、増渕幸男、安西和博、加藤守道『教養の復権』（東信堂、1996年）　ISBN 4-88713-229-8
- 阿部謹也 『「教養」とは何か（講談社現代新書）』
- 斎藤孝 『読書力（岩波新書）』
- 高田里惠子『グロテスクな教養（ちくま新書）』
- 宮本直美 『教養の歴史社会学（岩波書店）』　ドイツ市民社会と音楽　ISBN 4000225472

## 같이 보기
- 자유과
- 교양 소설
- 근대화
- 평생 교육
- 지식사회학